# Hypolimnas gigas
Hypolimnas gigas är en fjärilsart som beskrevs av Charles Oberthür 1879. Hypolimnas gigas ingår i släktet Hypolimnas och familjen praktfjärilar. Inga underarter finns listade i Catalogue of Life.